# Philip Reese Uhler
Philip Reese Uhler (* 3. Juni 1835 in Baltimore; † 21. Oktober 1913) war ein US-amerikanischer Bibliothekar und Entomologe. Er forschte über Heteroptera (Wanzen).

## Leben
Uhler studierte an der Harvard University, unter anderem bei Louis Agassiz.
1864 wurde er zum Leiter des Insektenmuseums und der Bibliothek des Museum of Comparative Zoology der Harvard University ernannt. Später arbeitete er an der Peabody Library in Baltimore.